# Justine Musk
Jennifer Justine Musk (née Wilson), née le 2 septembre 1972 à Peterborough au Canada,,, est une auteure canadienne.
Elle est la première ex-femme de l'homme d'affaires Elon Musk.

## Début de la vie
Justine Wilson est née à Peterborough, en Ontario, et y a passé la majeure partie de sa jeunesse. Elle a fréquenté l'Université Queen's à Kingston, en Ontario, et a obtenu un diplôme en littérature anglaise.

## Carrière
Après l’université, Wilson a déménagé au Japon pour enseigner l’anglais comme langue seconde (en) (ESL). Elle s'installe ensuite en Californie au États-Unis.
Wilson est l'auteur du roman Contemporary fantasy (en) BloodAngel, publié en 2005 par l'empreinte Roc Books de Penguin Books. Son deuxième livre, Uninvited, est sorti en 2007 et est une œuvre indépendante destinée aux jeunes lecteurs. Une suite de BloodAngel, Lord of Bones, est sortie en 2008. Wilson a été l’une des premières personnes à utiliser un site comme Pinterest pour planifier un roman. Ses romans comme BloodAngel et Uninvited évoquent les thèmes de résilience et de maitrise de soi.
Dans une interview de 2007, elle a identifié Margaret Atwood, Joyce Carol Oates, Paul Theroux, George RR Martin, Guy Gavriel Kay et Neil Gaiman comme des auteurs auxquels elle pouvait relier ses écrits. Elle a également décrit ses livres comme de la fiction multigenre.

## Vie personnelle
En janvier 2000, Wilson a épousé Elon Musk. Leur premier enfant est né en 2002 et est décédé du syndrome de mort subite du nourrisson (SMSN) à l'âge de 10 semaines,. Grâce à la fécondation in vitro, elle a donné naissance à des jumeaux en 2004 et à des triplés en 2006. Le 13 septembre 2008, elle a annoncé qu'elle et Musk divorçaient. Elle et Musk partageaient la garde de leurs enfants.
Wilson a ensuite écrit un article pour Marie Claire détaillant les raisons pour lesquelles elle pensait que le mariage était malsain, comme le rejet par Musk de ses ambitions de carrière, sa description de lui-même comme « l'alpha » dans la relation et sa pression pour qu'elle devienne une femme trophée (en),. En 2010, elle s'est décrite comme une « ex-épouse modèle » et a déclaré qu'elle était en bons termes avec l'épouse de Musk à l'époque, Talulah Riley,.
Elle a déclaré qu'elle avait gardé le nom de famille Musk pour le bien de leurs enfants. En 2022, l'une de leurs jumelles a officiellement changé son nom en Vivian pour refléter son identité de genre et a pris Wilson comme nom de famille parce qu'elle ne souhaitait plus être associée à son père,,.